# 三張犁福佑宮
三張犁福佑宮，位於台灣台北市信義路，為主祀福德正神之道教廟宇。該廟宇興建於1962年，為位於台北信義區的小型傳統建築廟宇。另外，該廟宇的組織型態為管理委員會制，祭典日期則是每年農曆之八月十二。